# ستيف بومان
ستيف بومان (بالإنجليزية: Steve Bowman)‏ هو كاتب أغاني أمريكي، ولد في 14 يناير 1967.

## روابط خارجية
- ستيف بومان على موقع IMDb (الإنجليزية)
- ستيف بومان على موقع ميوزك برينز (الإنجليزية)
- ستيف بومان على موقع أول ميوزيك (الإنجليزية)
- ستيف بومان على موقع ديسكوغز (الإنجليزية)